# Demografický vývoj Uničova
Demografický vývoj Uničova začíná na začátku 13. století, kdy bylo toto město založeno.

## Historie
Město bylo založeno roku 1213 německými kolonisty pozvanými moravským markrabím Vladislavem Jindřichem na místě dřívější slovanské osady. Osada nesla název Vnisov resp. Vnichov (psáno latinsky), noví kolonisté ovšem své město pojmenovali Neustadt resp. Mährisch Neustadt.
Osídlení Uničovska lze datovat již do mladší doby kamenné. Z období slovanského (8. – 1. pol. 9. stol.) pochází nález železné huti svědčící o významu uničovské osady. Do vlastních dějin vstupuje Uničov rokem 1213. Podle latinské listiny z roku 1223 potvrdil král Přemysl Otakar I. uničovským měšťanům práva, která jim udělil před deseti lety jeho bratr Vladislav Jindřich. Listinou z roku 1234 danou markrabětem Přemyslem (synem Přemysla Otakara I. a mladším bratrem krále Václava I.) se Uničov stává centrem horního obvodu; těžba kovů v okolí města však nesplnila očekávání. Město postupně obdrželo četná práva: mílové, nuceného skladu, tržní, hrdelní atd. Jeho význam určovalo i to, že bylo městem královským.
Češi a Němci se ve městě setkali bezprostředně po založení. Češi tvořili původní obyvatelstvo oblasti, Němci (včetně prvního uničovského fojta Theodoricha) přišli ze severu, zřejmě z Bruntálska, které bylo zcela německé. Také německá národnost fojtova je jevem symptomatickým, řízení města i hospodářství se stále více soustřeďovalo v rukou Němců – název města však byl i nadále dvojí. Poměrně brzy byl Uničov zatlačen do pozice provinciálního města.
Aby němečtí kolonisté nebyli osamoceni ve slovanském světě, zakládali v okolí Uničova další německé vesnice (Dětřichov, Renoty) a pronikali i do vesnic českých (Horní a Dolní Sukolom, Brníčko atd.) Jedinou vsí, která si zachovala český charakter, byly Střelice. Kolem Uničova se tedy vytvořil poměrně kompaktní německý ostrov. Pro svůj německý charakter se Uničov postavil zcela pochopitelně i proti husitství spolu s Olomoucí a Litovlí (město bylo husity posléze dobyto). Husitské války však zlomily sílu německého měšťanstva a Češi nabyli vrchu. Němci částečně utekli, částečně byli vyhnáni. Během několika let se ale situace znovu obrátila a Němci se do města vrátili. Roku 1458 se postavili proti volbě Jiřího z Poděbrad za českého krále. Po králově tažení na Moravu se však Uničov přidal na Jiříkovu stranu, aby posléze znovu stál proti němu atd. Český a německý živel spolu ostře soupeřily o moc ve městě. Situace se vyřešila roku 1469, kdy Jiří z Poděbrad ustanovil, aby mj. byl zkonfiskován majetek těch, kdo se postavili proti němu (tj. Němců), a zejména aby „žádný Němec cizozemec v témž městě úředníkem duchovním ani světským nebyl, než za hosty aby držáni byli“. Němci zde tedy mohli nadále žít i pracovat, ale na řízení města neměli mít žádný vliv. Město se stalo kališnickým a český živel (jako v jediném z královských měst) zde upevnil svoji pozici na více než dvě století. Význam Uničova však nadále klesal. Český charakter města dokazují i dochovaná jména měšťanů na listinách ze 16. století, osobu německého původu zde nenajdeme. Tento fakt jen posiloval národnostní napětí mezi českým Uničovem a německou Olomoucí či Mohelnicí.
V průběhu 17. století, v době kolem Bílé hory a v období následujícím, pak Uničov zvolna o své češství přicházel. Katolická církev posilovala své pozice, ve druhé polovině století již již byla zcela zřejmá převaha Němců. Přesto se česká správa ve městě udržela až do počátku 18. století. Na regermanizaci města měla svůj velký podíl i třicetiletá válka, v jejímž důsledku se město vylidnilo a začali se v něm objevovat Němci z horských oblastí Moravy a Slezska. Poslední česká listina pro Uničov byla vydána císařem Leopoldem I. roku 1702. Poněmčení bylo v podstatě dokončeno německými školami v době Marie Terezie. Národnostní poměry ve městě se stabilizovaly; podíl Čechů v Uničově na konci 18. století a v průběhu 19. století se odhaduje na 5-8 %.

## Změny národnostních situací
Mapování národnostní situace v Uničově na přelomu 19. a 20. století značně ztěžuje fakt, že až do roku 1910 se při sčítáních obyvatelstva nezjišťovala národnost, ale pouze „obcovací řeč“, což údaje o počtu Čechů zkresluje, neboť za Čecha se mohl považovat i ten, kdo běžně hovořil německy. Z dostupných záznamů lze pro toto období rekonstruovat zhruba následující situaci.
Roku 1880 měl Uničov celkem 5 001 obyvatel (roku 1854 4 082, roku 1869 4 781), z toho 299 Čechů (tj. 6%). Vedle tohoto údaje však také existuje informace, kde je počet Čechů redukován na pouhých 45 (což odpovídá 2% uváděným Pinkavou ve Vlastivědě moravské); správnější je s nejvyšší pravděpodobností je údaj první. Prakticky monopolní pozici měla ve městě katolická církev (4 869 katolíků), zajímavá je relativně silná skupina osob židovského vyznání (127 osob), ostatní (5 osob) byli evangelíci.
O deset let později počet Čechů dále klesá, z celkem 5 019 osob jich českou obcovací řeč vykazuje 195 (3,9%). (Z tohoto údaje mj. plyne, proč o deset let dříve jen stěží mohlo v Uničově žít pouze 45 Čechů.) Počet Němců naopak vzrostl – oproti 4 667 z roku 1880 jich nyní bylo 4 824. Je velmi pravděpodobné, že skutečný počet Čechů zůstal v podstatě stejný, ale mnozí z nich nyní uvedli jinou obcovací řeč než při předchozím sčítání.
Tento trend se projevil i při sčítání roku 1900. K české obcovací řeči se přihlásilo pouhých 90 osob, k německé 4 973 – celkem tedy žilo v Uničově 5 090 lidí. V náboženské oblasti byla situace stabilní, pouze židé vykazují rapidní úbytek (pouze 39 osob). Tak velký pokles lze vysvětlit spíše než přirozenou mortalitou náboženskou konverzí či odchodem z města, mohlo se také jednat o souvislost s dobovými antisemitskými tendencemi v české společnosti.
V prvním desetiletí 20. století se růst počtu obyvatel zastavil a dokonce došlo k jeho mírnému poklesu. Byl to další důsledek provincionalizace města, které sice bylo sídlem okresního soudu, s Moravou jej spojovala Pohraniční dráha, byla zde veřejná nemocnice, fungovalo gymnázium atd., ale které zároveň zůstalo „městem sedláků“. Průmysl (vyjma cukrovaru) dával málo pracovních příležitostí, a proto je zcela pochopitelné, že se do města lidé příliš nepřistěhovávali, spíše naopak. Roku 1910 měl Uničov 5 003 obyvatel, počet Čechů mírně vzrostl (112), Němců klesl (4 863). Ve městě žili také příslušníci jiných národností, jejich počet (statisticky zanedbatelný) kolísal kolem 30-40 osob. Např. v roce 1890, kdy se zjišťovala také příslušnost sčítaných k různým správním útvarům, udalo 20 osob příslušnost k Uherskému království a 18 osob patřilo k úplným cizincům.
Poměry ve městě byly v té době vcelku poklidné, národnostní situace v podstatě neměnná. Tento klid však byl přerušen vypuknutím první světové války. Němci ji uvítali s nadšením a mnozí se také sami bojů zúčastnili. Německý charakter města i celého politického okresu Šternberk, kam soudní okres Uničov náležel, se projevil samozřejmě také v době těsně po 28. říjnu 1918. Podobně jako v jiných pohraničních oblastech s převahou německého obyvatelstva se i zde pokusili Němci pro sebe uplatnit právo na sebeurčení a přivtělit se ke zbytku německého Rakouska. Byla vyhlášena provincie Sudetenland, přičemž vznik republiky nebyl vzat na vědomí. Uničov se stal jedním ze středisek odporu proti nové moci. Příslušnost k ČSR pak uničovští Němci uznali až po obsazení československým vojskem 16. prosince 1918. Od tohoto data se začala pozice české menšiny v Uničově pozvolna zlepšovat, i když město zůstalo i nadále v podstatě německé. Městská správa byla po celé období první republiky převážně v rukou Němců. O tom svědčí např. i fakt, že městská kronika je v tomto období vedena pouze německy. Uničov se stal kulturním střediskem německých obcí soudního okresu. Česká menšina však o sobě dávala stále více vědět. Již roku 1919 byla založena česká menšinová škola (obecná), roku 1922 i měšťanská, živnostenská pokračovací škola byla německá i česká, pouze česká byla škola obchodní a škola hospodyňská.
První poválečné sčítání lidu proběhlo roku 1921. V tomto roce měl Uničov 4 583 obyvatel. K německé národnosti se přihlásilo 3 829 osob, k české 637. Výrazný rozdíl oproti situaci v roce 1910 má následující důvod. Roku 1921 se poprvé zjišťovala skutečná národnost obyvatel a ne pouze obcovací jazyk. Mnozí z těch, kdo používali jako obcovací jazyk němčinu, se nyní přihlásili k české národnosti (pro národnostní příslušnost a cítění nemusí být používaný jazyk relevantním signifikantním faktorem) a o přistěhování pěti stovek nových osídlenců české národnosti během krátké doby neexistují žádné zprávy. Podobně není možné vysvětlit úbytek tisícovky Němců, který nelze zdůvodnit ani válečnými oběťmi, ani migrací. Počet Čechů a Němců v Uničově se pro celé období první republiky ustálil přibližně na poměru 1:6.
Uvedená čísla lze prolnout se statistikou uničovských voleb do Národního shromáždění. Roku 1920 získaly české politické strany v Uničově celkem 141 hlasů, německé 2 380 hlasů; vzájemný poměr byl tedy přibližně 1:17. Většina Čechů tedy měla mnohem blíže k politice německých stran než ke stranám českým. Češi a Němci žili i nadále vedle sebe tak jako dříve, i když k občasným rozmíškám mezi oběma národy docházelo (jak dosvědčuje dobový místní tisk). Posílení pozice Čechů se promítlo do vybudování nového střediska české menšiny, Národního domu, který byl otevřen 26. srpna 1923 a nahradil již nevyhovující Českou besedu v domě U labuti. (Otevření Národního domu se konalo nedlouho po oslavě sedmistého výročí založení města resp. vydání uničovské městské listiny, která se odehrávala zcela v německé režii.) Konaly se tu pak všechny kulturní a společenské podniky pořádané českou menšinou včetně aktivit sokolských. V následujících volbách roku 1925 nezískaly české strany žádný hlas, jedinou výjimkou byla KSČ, jež obdržela 232 hlasů (a jejímiž voliči tak byli jak Němci, tak Češi). V dalších letech byl poměr hlasů pro české a německé strany přibližně 1:9. Tento poměr se po celé období 1919-1938 opakuje také ve volbách do obecního zastupitelstva; ze 30 mandátů získávali Češi maximálně tři mandáty (v letech 1923 a 1938); tři resp. čtyři mandáty získávala KSČ.
Roku 1930 proběhlo nové sčítání lidu. V podstatě se v něm zopakovaly výsledky z roku 1921. Uničov měl nyní 4 738 obyvatel, z toho 4 113 Němců a 628 Čechů. Počet Čechů se tedy nepatrně snížil, i když víme, že se do města určité množství Čechů přistěhovalo. Někteří z Čechů si tedy pravděpodobně své „češství“ „rozmysleli“. Na druhou stranu je třeba akceptovat fakt, že národnostní příslušnost ve smíšeném prostředí může být pro mnoho lidí záležitostí poněkud nejistou. Jistých změn doznala také struktura náboženská. Centrální pozici si i nadále udržela katolická církev se 4 516 věřícími. Další pokles zaznamenali uničovští židé, kterých nyní bylo již jen 29, evangelíků bylo 63, příslušníků československé církve 49, jinou víru vyznávalo 13 osob. Bez vyznání bylo v Uničově 68 obyvatel.
Situace ve městě byla klidná až do poloviny 30. let, kdy německý nacionalismus oživila nově vytvořená Sudetendeutsche Partei Konráda Henleina. Ve volbách roku 1935 získala SdP v Uničově z 2 519 hlasů plných 1858 (tj. 73%). České menšině začalo být dáváno najevo, že se stává Němcům nepohodlnou, a její život byl stále svízelnější. Napětí rostlo až do 9. října 1938, kdy byl Uničov po Mnichovu obsazen německou armádou. Zápis v městské kronice vyjadřuje díky německým osvoboditelům, kteří zbavili uničovské Němce „českého jha“. 11. listopadu navštívil Uničov generál von Brauchitsch, 4. prosince proběhly říšské volby – ze 3 073 voličů byl pouze jediný proti, dva lístky byly neplatné. Po obsazení Sudet bylo české obyvatelstvo většinou vystěhováno, někteří Češi byli na čas uvězněni. Češi, kteří ve městě zůstali, byli všemožně diskriminováni. Nadšení Němců však poměrně brzy vyprchalo. Při Henleinově návštěvě roku 1943 mu uničovští obyvatelé dali chladným chováním najevo, že již není vítaným hostem. Před koncem války část Němců uprchla, část spáchala sebevraždu (81 osob, mj. i starosta města Franz Siegel), většina původního obyvatelstva však zůstala, přestože je říšští úředníci nutili k emigraci.
Poválečný vývoj v Uničově se podstatně nelišil od vývoje v jiných pohraničních městech. Do města přibyli četní reemigranti a repatrianti. Byli to jednak obyvatelé vysídlení po okupaci roku 1938, jednak noví příchozí – vojáci zahraničních jednotek, političtí vězni, partyzáni apod. Významnou část repatriantů tvořili volyňští Češi (převážně z okresu Luck), kteří byli pravoslavného vyznání a přivedli s sebou do Uničova i pravoslavného kněze. Usadili se na opuštěných zemědělských usedlostech. Přesná čísla nejsou známa, jednalo se o několik rodin. K 31. prosinci 1945 žilo v Uničově 1 828 Čechů a 2 779 Němců. Tato čísla je nuto posuzovat s jistou rezervou; zdá se dokonce, že se počet Němců během prvních měsíců roku 1946 krátkodobě zvýšil – z Uničova jich totiž bylo odsunuto v pěti etapách od dubna do června1946 celkem 2 736, přičemž jich zde 213 zůstalo. Součet těchto cifer činí 2 949, což je o 170 osob více nežli počet Němců v Uničově k 31. prosinci 1945.
Množství Čechů v Uničově rychle vzrůstalo, koncem roku 1946 jich zde žilo 2 648. O další rok později to bylo již 3 039 osob. K 31. prosinci 1947 městská kronika podává velmi přesný přehled uničovského obyvatelstva. Vedle již zmíněných Čechů to bylo 180 Němců, 26 Rakušanů, jeden Ital, šest Jugoslávců (přišli z jugoslávského Chorvatska a v krátké době je následovali i další krajané, jejichž rodiny žjí v Uničově dodnes), sedm Rusů, čtyři Poláci, dvanáct Bulharů, pět Rumunů a osm Maďarů. Celkem to bylo 3 288 obyvatel. V následujících dvou letech byla demografická situace ve městě klidnější, koncem roku 1948 zde žilo 3 524 lidí, o rok později 3 281. Tento pokles byl možná způsoben dopadem změněné situace v poúnorovém období a možná také tím, že v tomto okamžiku nebyla před Uničovem žádná perspektiva dalšího vývoje – veškerá výroba byla spíše drobná, zemědělství rozvrácené nedávnou válkou a vynucenou migrací stagnovalo. Tento stav se ale záhy změnil, neboť 13. září 1948 byla zahájena výstavba velkého průmyslového podniku, který zcela změnil tvář města i skladbu jeho obyvatelstva. Již roku 1950 zaznamenává město prudký nárůst počtu obyvatel; 31. prosince tohoto roku jich má Uničov 4 113. Velkou část z těchto přibyvších osob tvořili noví přistěhovalci zejména z Plzně, kteří se stali novými zaměstnanci Uničovských strojíren, pobočky plzeňské Škodovky, nyní Závodů Vladimíra Iljiče Lenina. Tím město získalo novou perspektivu pro svůj rozvoj a otevřelo se k novému růstu.
Od počátku 50. let se demografická, a tedy i národnostní situace v Uničově vyvíjí zcela přirozeným způsobem. Zvýšené přistěhovalectví se projevilo pouze v prvním období budování Uničovských strojíren. Pak již migrace nabývá běžných rozměrů. Národnostní situace se též zjednodušuje. Drtivá většina obyvatel udává národnost českou, zbytky německého obyvatelstva zde zůstávají jako statisticky nevýznamné a prakticky bez problémů pokračují v soužití s Čechy. Počet obyvatel stále vcelku rovnoměrně roste. Podle výsledků sčítání lidu žilo v roce 1961 v Uničově 7 016 osob, o rok později 7 300. Pak přišla další populační vlna – během tří let přibylo 1 500 obyvatel (tj. cca 1,7krát více, než by činil přirozený přírůstek za dané období). Je zde patrná souvislost s dalším rozšiřováním provozů Uničovských strojíren, kde v roce 1963 zahájila provoz slévárna, a také s pokračující bytovou výstavbou. Přesnější údaje o tomto období nejsou k dispozici, jediným přesným údajem je počet obyvatel ke konci roku 1965, který činil 8 795 osob.
V následujících letech již byla imigrace ztlumena a počet obyvatel se zvyšoval pomalejším tempem. Roku 1970 měl Uničov 9 517 obyvatel, a neboť byly k městu připojeny obce Brníčko (277 obyv.) a Dolní Sukolom (222 obyv.), činil celkový počet osob žijících v Uničově a tzv. integrovaných obcích 10 016. Během sedmdesátých let byly připojeny další obce: Želechovice (r. 1974, 235 obyv.), Horní Sukolom (r. 1974, 171 obyv.), Nová Dědina (r. 1974, 104 obyv.), Střelice a Benkov (r. 1975, 667 obyv.) a Renoty s Dětřichovem (r. 1975, 412 obyv.). I s připojenými obcemi tak měl Uničov 12 495 obyvatel. O národnostním složení města bohužel žádné údaje neexistují. Lze však předpokládat, že národnostní složení obyvatelstva se nijak významně neměnilo.
V letech 1976-1978 kolísá počet osob v Uničově a integrovaných obcích mezi 12 350 a 12 450, městská kronika udává pro tato léta přítomnost 75 osob cikánského (romského) původu žijících v 17 rodinách. Jejich soužití s ostatními obyvateli nebylo příliš problémové; z celkem 44 Romů ve věku do 18 let jich navštěvovalo zvláštní školu jen šest, dvě dívky studovaly na gymnáziu a dva uničovští Romové byli členy KSČ. Drtivá většina uničovských Romů žila zcela spořádaným životem.
Sčítání lidu v roce 1980 přináší nové informace o národnostní struktuře města. Uničov (10 476 obyvatel) měl spolu se sloučenými obcemi (1 965 obyvatel) celkem 12 441 obyvatel. Z tohoto počtu udalo národnost českou plných 12 045 osob (tj. 96,8%). Druhou nejpočetnější národností byla národnost slovenská (279 osob), jednalo se jednak o přistěhovalce z doby těsně po skončení války, jednak o nově příchozí zaměstnance Uničovských strojíren. Ostatní národnosti byly zastoupeny jen sporadicky: pět Ukrajinců, pět Rusů, osmnáct Poláků, jedenáct Maďarů a čtyřicet Němců. Dalších 38 osob udalo jinou národnost.
Další sčítání provedené v roce 1991 přineslo tyto výsledky. Z celkového počtu 12 725 obyvatel bylo 9 517 Čechů. V pořadí druhou národností byla národnost moravská, ke které se přihlásilo 2 865 osob. Byl to zcela zjevný důsledek nacionalisticky zabarvených postojů tzv. moravských stran (zejména Hnutí za samosprávnou demokracii - Společnosti pro Moravu a Slezsko), které na počátku devadesátých let zahájily boj proti pragocentrismu založený na ideji moravského národa. Na rozdíl od oblastí střední a jižní Moravy však měla myšlenka „moravanství“ v Uničově spíše slabší ohlas (jihomoravské obyvatelstvo se hlásilo k moravské národnosti více než z 50%, zatímco v Uničově to bylo jen 22,5%). „Zavedení“ moravské národnosti, které bylo povýtce politickým aktem, ovšem poněkud zkresluje údaje o vývoji národnostní struktury Moravy, neboť neumožňuje plynule navázat na data získaná z předchozích sčítání. Stejný problém přináší také nově uváděná slezská národnost, k níž se v Uničově přihlásily tři osoby. Romskou národnost uvedlo pouze šest obyvatel města; tento údaj ovšem naprosto neodpovídal realitě: počet uničovských Romů byl na přelomu osmdesátých a devadesátých let v podstatě stabilní a pohyboval se kolem 80-100 osob. Romové v Uničově tedy na rozdíl od předchozího sčítání nyní uváděli jinou národní příslušnost. U ostatních národností k výrazným početním změnám nedošlo. V Uničově tehdy žilo 231 Slováků, dva Ukrajinci a tři Rusíni, pět Rusů, šestnáct Poláků, sedmnáct Maďarů a 37 příslušníků jiných národností. Počet Němců se přirozenou mortalitou dále snížil na 23 osob.

### Prameny
- Kronika města Uničova 1918-1982.
- Okresní archiv Olomouc, Archiv města Uničova, inv. č. 3059, kart. 921; sčítání lidu, číslování domů, pojmenování ulic 1850-1921.
- Přehled výsledků sčítání obyvatelstva v městě Uničově.